# III. třída okresu Rychnov nad Kněžnou 2007/2008
V utkáních III. třída okresu Rychnov nad Kněžnou 2007/2008, jedné ze skupin 9. nejvyšší fotbalové soutěže v Česku, se utkalo 12 týmů dvoukolovým systémem podzim – jaro. Tento ročník začal v srpnu 2007 a skončil v červnu 2008.
Postup do II. třídy okresu Rychnov nad Kněžnou 2008/2009 si zajistil vítěz FC Domašín. Na sestupovém místě skončil AFK Častolovice „B“.

## Konečná tabulka III. třídy okresu Rychnov nad Kněžnou 2007/2008
| Poř. | Tým                             | Z  | V  | R | P  | VG | OG | B  |
| ---- | ------------------------------- | -- | -- | - | -- | -- | -- | -- |
| 1.   | FC Domašín                      | 22 | 14 | 1 | 7  | 49 | 30 | 43 |
| 2.   | FK Náchod-Deštné „C“            | 22 | 12 | 4 | 6  | 49 | 29 | 40 |
| 3.   | TJ Dobruška „B“                 | 22 | 11 | 6 | 5  | 48 | 34 | 39 |
| 4.   | TJ Sokol Lukavice               | 22 | 12 | 1 | 9  | 44 | 41 | 37 |
| 5.   | FC Roveň                        | 22 | 10 | 4 | 8  | 45 | 33 | 34 |
| 6.   | TJ Sokol Křivice                | 22 | 9  | 6 | 7  | 43 | 29 | 33 |
| 7.   | Sokol Javornice                 | 22 | 10 | 3 | 9  | 46 | 50 | 33 |
| 8.   | TJ Sokol Slatina nad Zdobnicí   | 22 | 7  | 6 | 9  | 30 | 44 | 27 |
| 9.   | Velešov Doudleby nad Orlicí „B“ | 22 | 8  | 2 | 12 | 41 | 38 | 26 |
| 10.  | TJ Spartak Opočno „B“           | 22 | 6  | 6 | 10 | 25 | 30 | 24 |
| 11.  | SK FC Labuť Rychnov nad Kněžnou | 22 | 5  | 4 | 13 | 35 | 60 | 19 |
| 12.  | AFK Častolovice „B“             | 22 | 6  | 1 | 15 | 35 | 72 | 19 |

Poznámky:
- Z = Odehrané zápasy; V = Vítězství; R = Remízy; P = Prohry; VG = Vstřelené góly; OG = Obdržené góly; B = Body; (S) = Mužstvo sestoupivší z vyšší soutěže; (N) = Mužstvo postoupivší z nižší soutěže (nováček)

|  | Postup do II. třídy okresu Rychnov nad Kněžnou 2008/2009 |
|  | Sestup do IV. třídy okresu Rychnov nad Kněžnou 2008/2009 |